# ジアゾ化合物
ジアゾ化合物（—かごうぶつ）は有機化合物の分類の一つで、分子中にジアゾ基 N2= （または −N=N+=）と結合した炭素原子を含む鎖式ジアゾ化合物、および芳香族化合物のベンゼン核の水素原子が N2= と置換した芳香族ジアゾ化合物の総称である。ジアゾニウム化合物も含めることがある。
ジアゾ基の N2= 部位は生成エネルギーの大きい窒素分子 (N2) として脱離しやすいため活性が高く、様々な化学合成の中間体として用いられる。一般的に不安定で、爆発性があるものが多い。代表的なものとしてジアゾメタン CH2N2 やジアゾジニトロフェノールが挙げられる。

## 調製
カルボニル化合物にアジ化物を作用させることによって作ることができる。オットー・ジムロートによって1910年に報告された、マロンアミド酸のエステルとアジ化ベンゼンの反応による2-ジアゾマロンアミド酸エステルの合成が、この方法の最初の報告例である。一般に、1,3-ジカルボニル化合物とスルホニルアジド RSO2N3 の反応はレギッツジアゾ転位 (Regitz diazo transfer) として知られている。アジドとしてはアジ化ナトリウム、メシルアジド、トシルアジド、4-アセトアミドベンゼンスルホニルアジド (p-ABSA) などが用いられる。
N-ニトロソ化合物を塩基で処理するとジアゾ基に変換される。ジアゾメタンの合成にはN-メチル-N-ニトロソ-4-トルエンスルホン酸アミド (Diazald) や1-メチル-3-ニトロ-1-ニトロソグアニジン (MNNG) が前駆体として用いられる。
また、ケトンとトシルヒドラジンを脱水縮合し、非プロトン性溶媒中で塩基を作用させてアルケンを合成する反応では、ジアゾ化合物を中間体とする反応機構が提唱されている。

## 反応
ジアゾ基は共鳴を持ち、基が結合している炭素は陰電荷を帯びている。
そのため、酸を作用させると炭素がプロトン化を受けてジアゾニウム化合物に変わる。その性質から、ジアゾアルカンはカルボン酸の優れたアルキル化剤としてはたらく。
{\displaystyle {\ce {{RCO2H}+CH2N2->{[{RCO2^{-}}+CH3-N2^{+}]}->{RCO2CH3}+N2\uparrow }}}
また、ジアゾ化合物は光または熱により分解して窒素分子を遊離させ、カルベンを残す。
{\displaystyle {\ce {R2CN2}}} + 光または熱 {\displaystyle {\ce {->{R2C:}+N2\uparrow }}}
ウルフ転位はα-ジアゾケトンから N2 分子を脱離させ、カルベンを経てケテンを得る反応である。
α-ジアゾケトンはカルボン酸ハライドにジアゾメタンを作用させると生成する。また、生成物のケテンは水が付加すると炭素が一つ増えた同族体のカルボン酸となる。この増炭プロセスはアーント・アイシュタート合成と呼ばれる。
セイファース・ギルバート増炭反応 (Seyferth-Gilbert homologation) では、ケトンやアルデヒドとα-ジアゾホスホン酸ジメチルを反応させてアルキンを合成する。
α-ジアゾエステルをロジウム触媒の存在下にベンゼンなどの芳香族化合物と反応させると、シクロプロパベンゼン誘導体を経て環拡大した生成物を与える（ブフナー反応）。
また、種々の不飽和化合物と1,3-双極子付加を起こし、5員環生成物を与える。
カルベン錯体の原料ともなる。